# Arhitectura neolitică

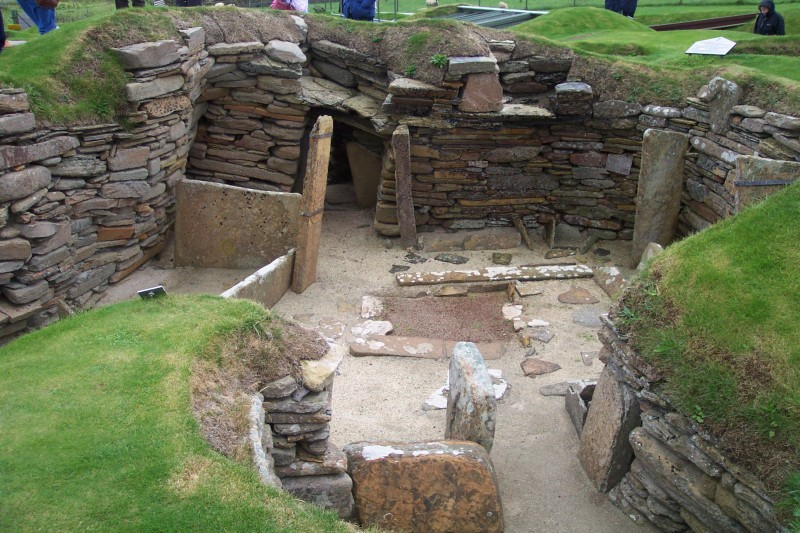
Locuințe excavate la Skara Brae

Arhitectura neolitică se referă la structuri care cuprind locuințe și adăposturi din aproximativ 10.000 până în 2.000 î.Hr., adică din perioada neolitică. În sud-vestul Asiei, culturile neolitice apar la scurt timp după 10.000 î.Hr., inițial în Levant (neoliticul preceramic A și neoliticul preceramic B) și de acolo în est și vest. Structurile și clădirile neolitice timpurii pot să fie găsite în sud-estul Anatoliei, Siria și Irak până în 8.000 î.Hr. cu societăți agricole apărând prima dată în sud-estul Europei până în 6.500 î.Hr. și în Europa centrală până în circa 5.500 î.Hr. (dintre care cele mai vechi complexe culturale includ Starčevo-Koros (Criș), Linearbandkeramic și Vinča.
Progresele arhitecturale sunt o parte importantă a perioadei neolitice (10.000-2000 î.Hr.), timp în care s-au produs unele dintre inovațiile majore ale istoriei umane. Domesticirea plantelor și a animalelor, de exemplu, a dus atât la o nouă economie, cât și la o nouă relație între oameni și lume, o creștere a dimensiunii și a permanenței comunității, o dezvoltare masivă a culturii materiale și noi soluții sociale și ritualice pentru a permite oamenilor să trăiască  împreună în aceste comunități. Stiluri noi de structuri individuale și combinarea lor în așezări au constituit clădirile necesare pentru noul stil de viață și economie și au fost, de asemenea, un element esențial al schimbării.

## Casele

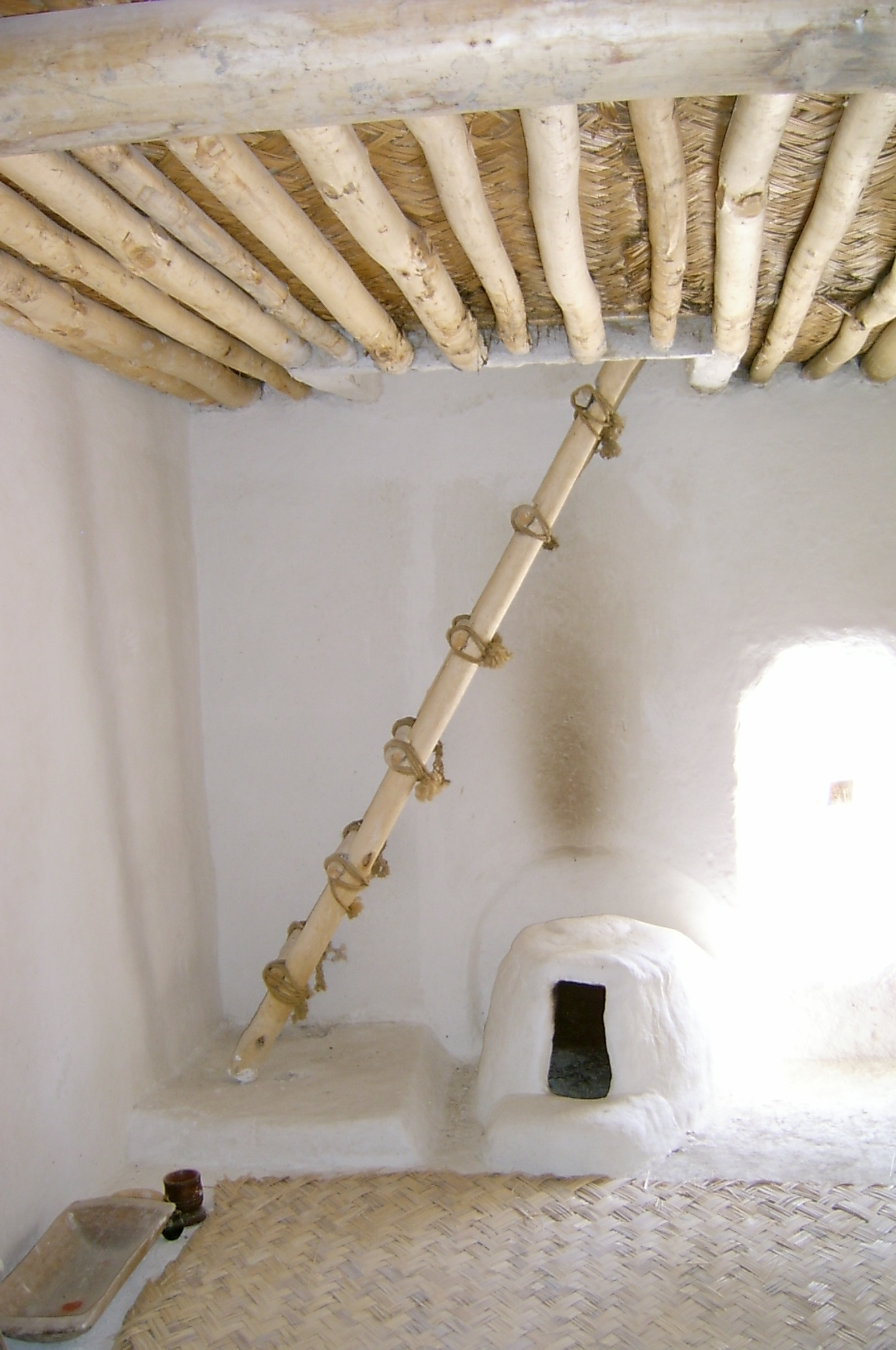
Interiorul unei case reconstruire de la Çatalhöyük (Turcia)
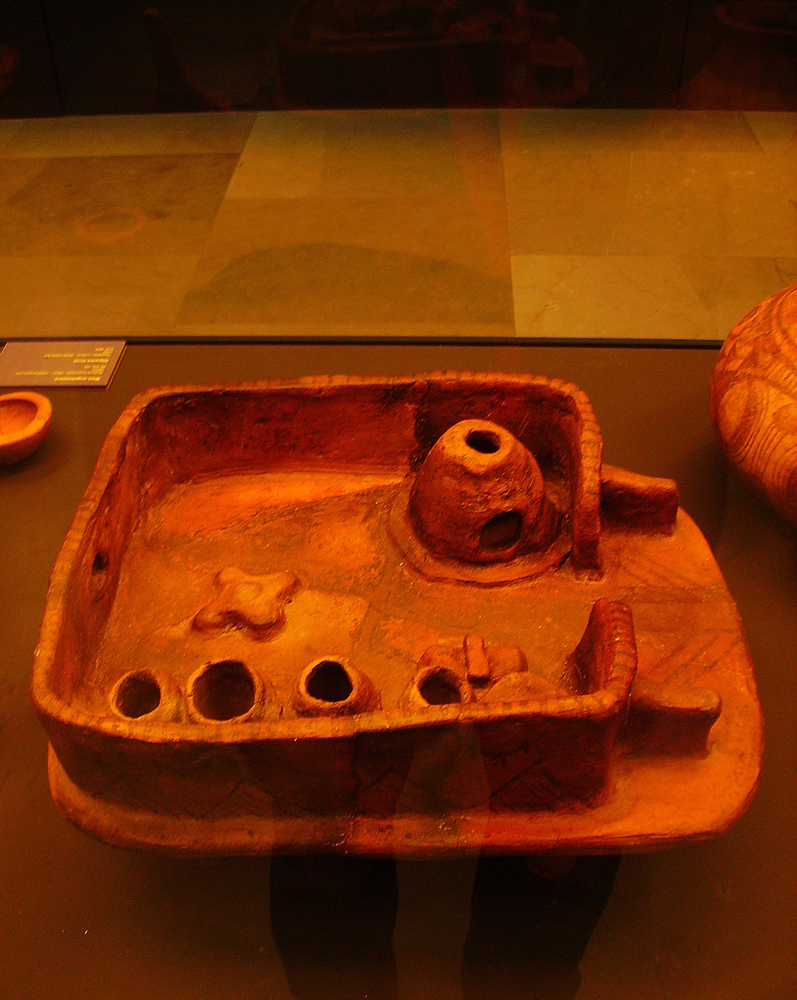
Miniatură de ceramică a unei case cucuteniene
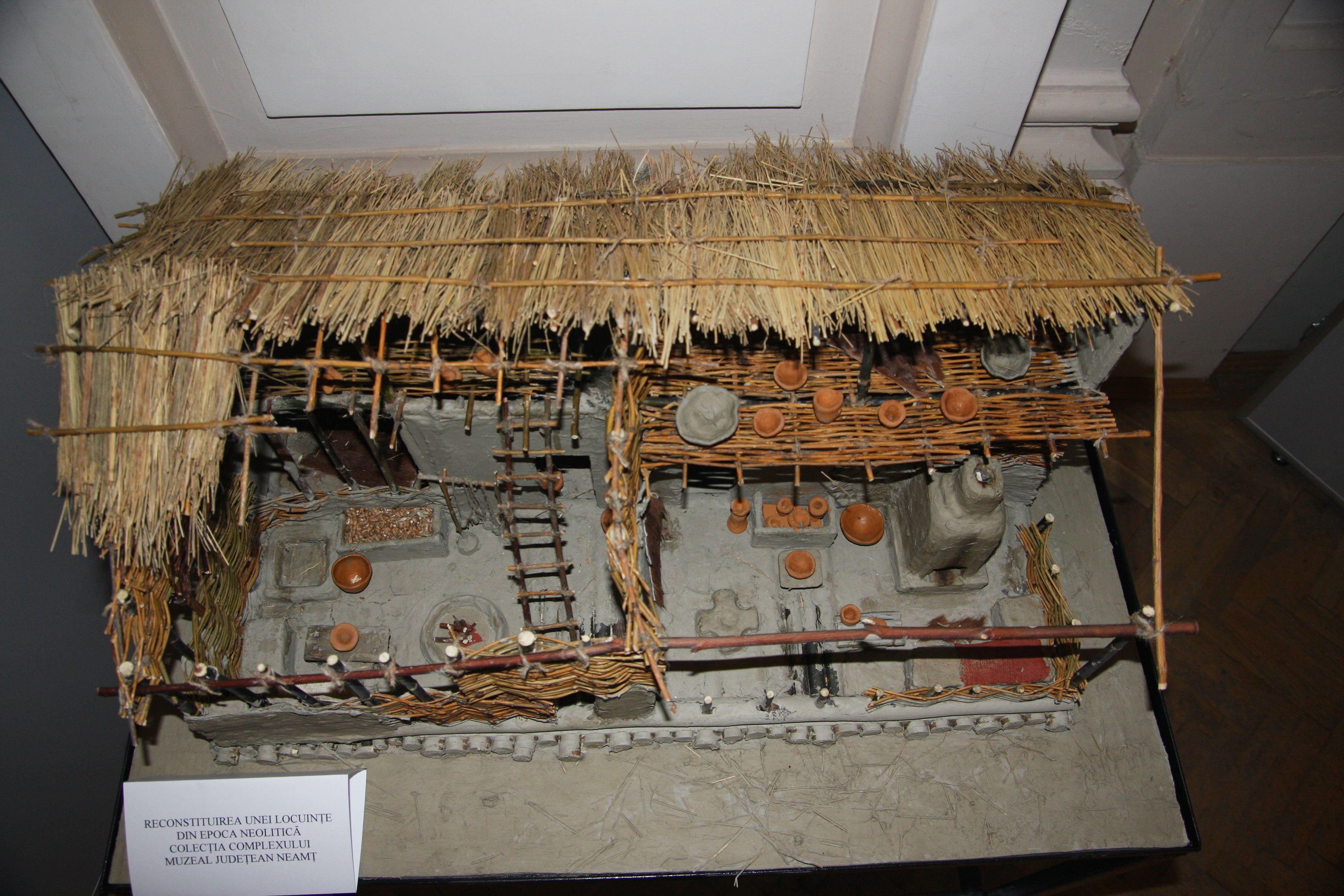
Machetă a unei case cucuteniene obișnuite, plină de vase de ceramică
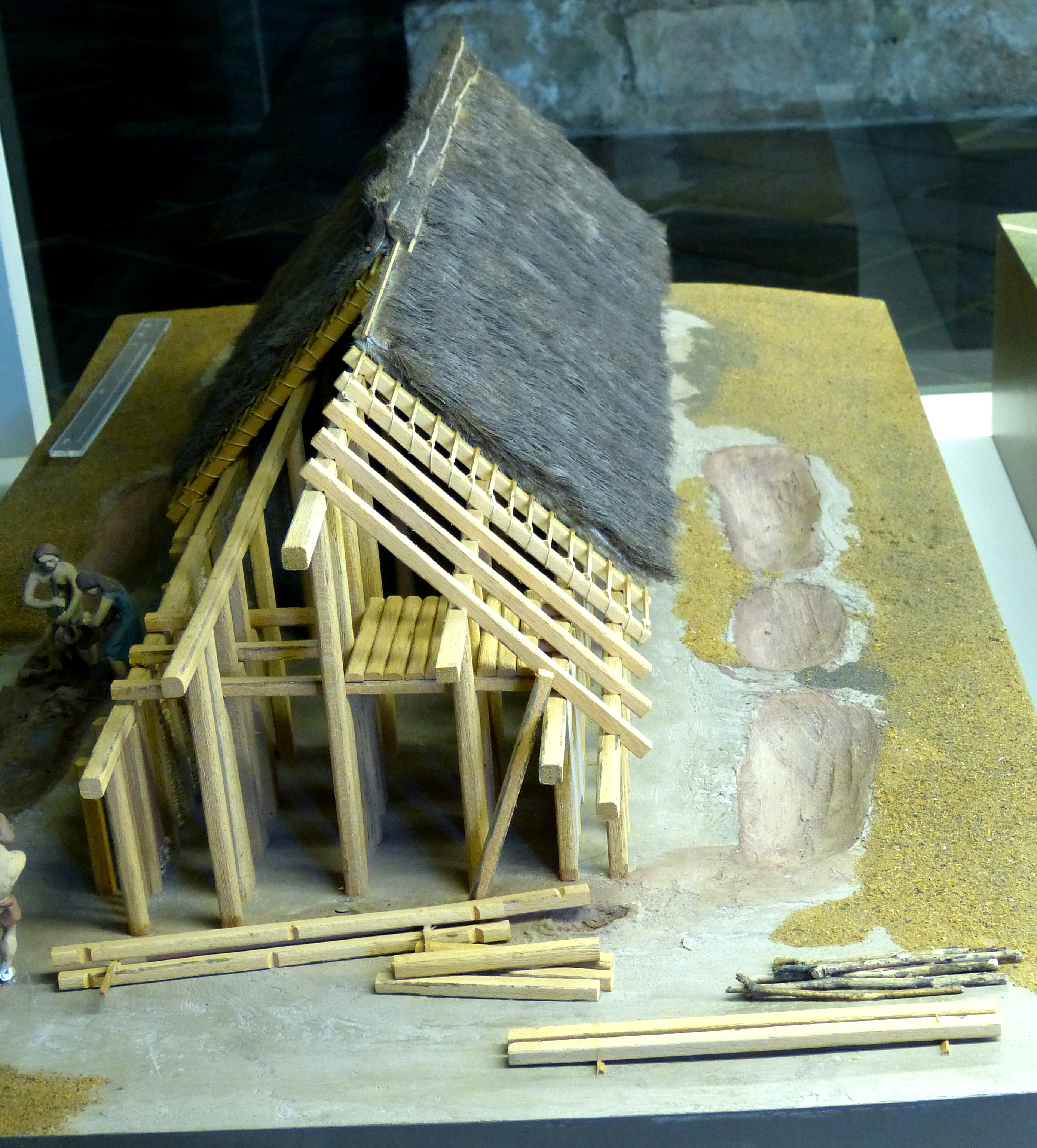
Reconstruire a unei așezări a culturii ceramicii lineare, mileniul al V-lea î.Hr., în Muzeul Arheologic din Kelheim (Bavaria Inferioară, Germania)

Oamenii neolitici din Levant, Anatolia, Siria, nordul Mesopotamiei și Asia Centrală au fost mari constructori, folosind chirpici ca să construiască case și sate. La Çatalhöyük, casele erau tencuite și pictate cu scene elaborate cu oameni și animale.
În Europa, casa-vagon neolitică cu un cadru din lemn, acoperiș înclinat, din stuf și pereți finisați cu zăbrele pot să fie foarte mare, găzduind probabil o întreagă familie extinsă. Satele pot să cuprindă doar câteva astfel de case.
Locuințe neolitice pe piloni au fost excavate în Suedia (casa pe piloni din Alvastra) și în zona circum-alpină, rămășițe fiind găsite la lacurile Mondsee și Attersee din Austria Superioară. Primii arheologi ca Ferdinand Keller au crezut că au format insule artificiale, ca niște crannog-uri scoțiene, dar azi este clar că majoritatea așezărilor au fost situate pe malurile lacurilor și au fost inundate abia mai târziu. Locuințele pe piloni reconstituite sunt prezentate în muzeele în aer liber din Unteruhldingen și Zürich (Pfahlbauland).
În România, Moldova și Ucraina, așezările neolitice includeau structuri din zăbrele cu acoperișuri din stuf și podele din bușteni acoperiți cu lut. Ăsta e și momentul în care a fost dezvoltat stilul de construire al bordeielor (case semi-subterane), care a fost încă folosit de români și ucraineni până în secolul XX.
Așezări și „orașe” neolitice includ: 
- Göbekli Tepe din Turcia, circa 9000 î.Hr.
- Ierihon din Levant, neolitic din circa 8350 î.Hr., apărând din cultura epipaleolitică Natufi
- Nevalı Çori din Turcia, circa 8000 î.Hr.
- Çatalhöyük din Turcia, circa 7500 î.Hr.
- Mehrgarh din Pakistan, circa 7000 î.Hr.
- Knap of Howar și Skara Brae din arhipelagul Orkney (Scoția), circa 3500 î.Hr.
- peste 3500 de așezări ale culturii Cucuteni, unele cu o populație de până la 15.000 de locuitori, înflorind în ceea ce sunt azi România, Republica Moldova și Ucraina din 5400 î.Hr. până în 2800 î.Hr..

## Mormintele și monumentele ritualice

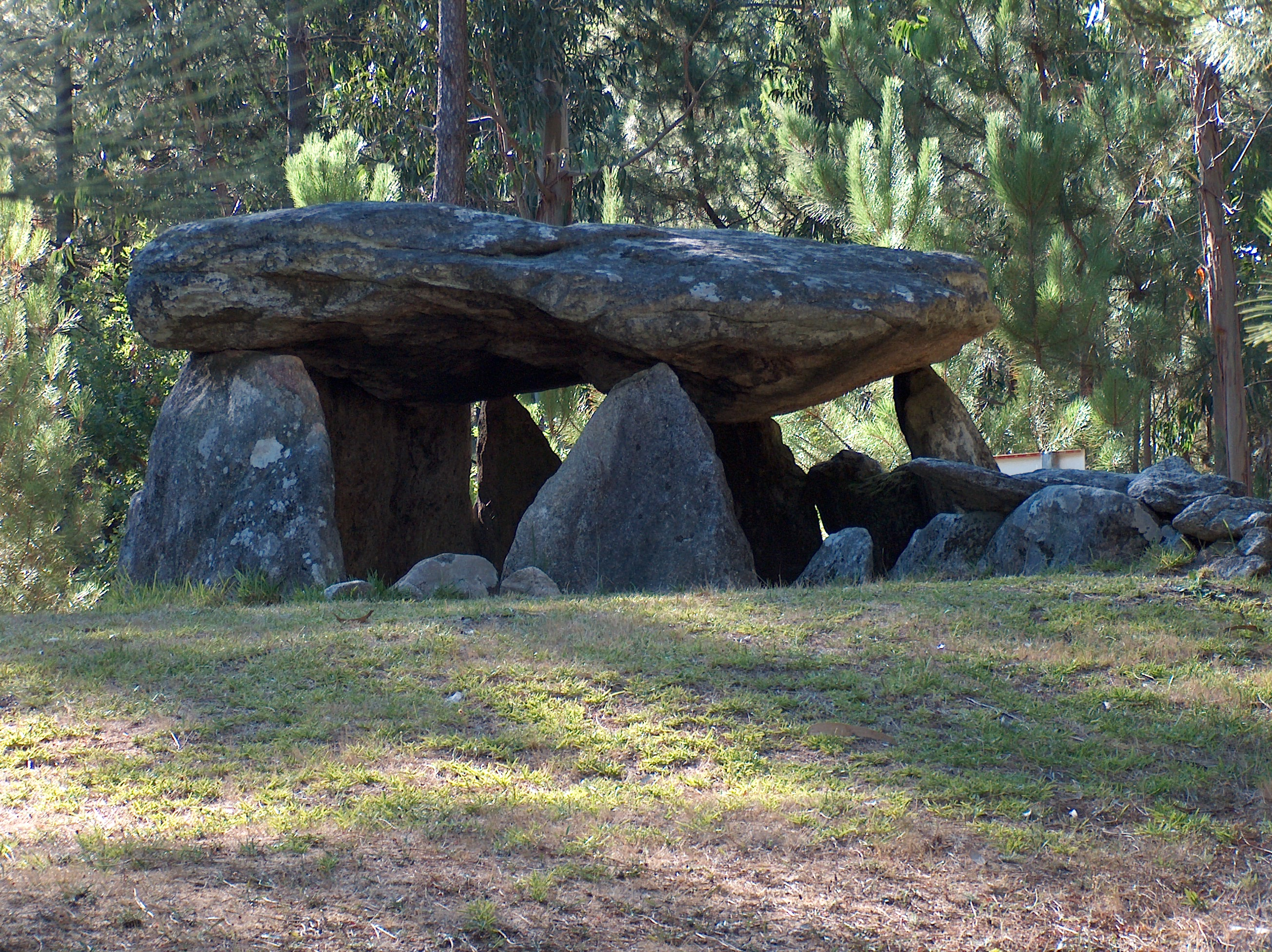
Dolmen în Couto Esteves (Portugalia)
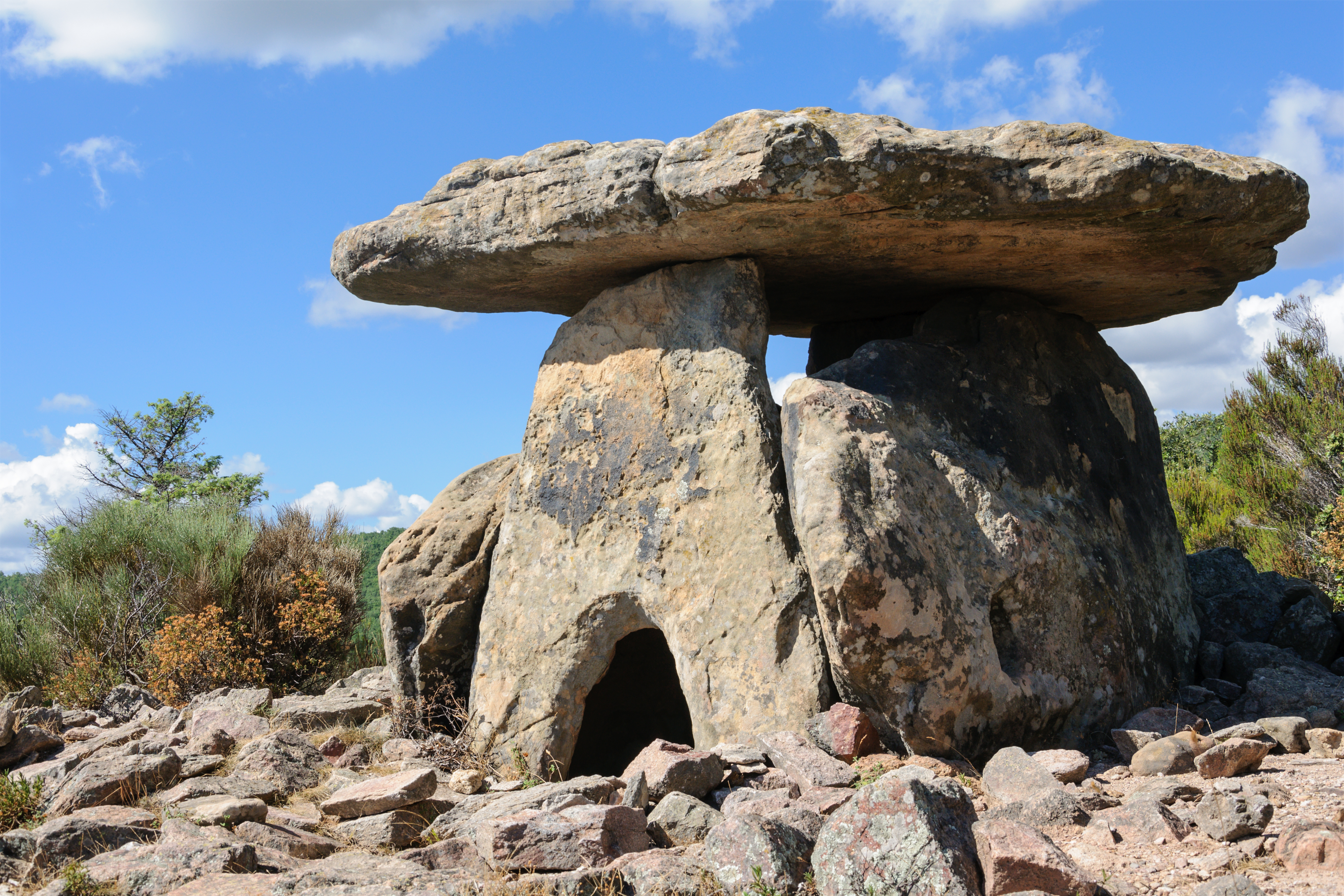
Dolmen de Coste-Rouge în Soumont (Franța)
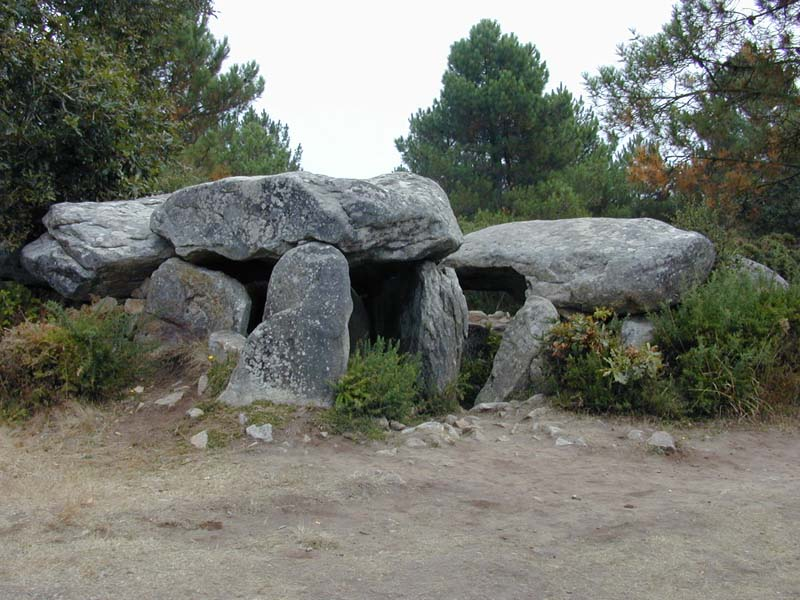
Mormânt neolitic în Mane Braz (Bretania)

Au fost construite și morminte elaborate. Aceste morminte sunt deosebit de numeroase în Irlanda, unde există încă multe mii. Oamenii neolitici din insulele britanice au construit tumuli alungiți și morminte cameră.

### Arhitectura megalitică
Megaliții găsiți în Europa și zona mediterană au fost ridicați și în perioada neolitică. Aceste monumente includ morminte megalitice, temple și mai multe structuri cu funcție necunoscută. Arhitectura mormântului se distinge cu ușurință prin prezența rămășițelor umane care au fost îngropate inițial, adesea cu intenție recunoscută. E posibil ca alte structuri să fi avut o folosire mixtă, acum adesea caracterizată ca fiind religioasă, ritualică, astronomică sau politică. Distincția modernă între diverse funcții arhitecturale cu care suntem familiarizați azi ne face să ne fie greu să ne gândim la unele structuri megalitice ca la puncte de centre socio-culturale polivalente. Astfel de structuri ar fi servit un amestec de funcții socio-economice, ideologice, politice și într-adevăr idealuri estetice.
Structurile megalitice de la Ġgantija, Tarxien, Ħaġar Qim, Mnajdra, Ta 'Ħaġrat, Skorba și construcțiile satelitare mai mici de pe Malta și Gozo, care apar pentru prima dată în forma lor actuală în jurul anului 3600 î.Hr., reprezintă unul dintre primele exemple ale unei declarații arhitecturale complet dezvoltate în care estetica, locația, designul și ingineria s-au contopit în monumente independente. Stonehenge, e o altă construcție binecunoscută din neolitic. La apogeul său, arhitectura neolitică a marcat spațiul geografic.

## Alte structuri
Fântâni de apă neolitice timpurii ale culturii ceramicii lineare au fost găsite în centrul Germaniei lângă Leipzig. Aceste structuri sunt construite din lemn cu îmbinări complicate la margini și sunt datate între 5200 și 5100 î.Hr..
Cea mai veche șosea tehnică cunoscută din lume, Sweet Track din Anglia, datează din aceași perioadă.